# Godzilla vs Space Godzilla
Pour les articles homonymes, voir Godzilla.
Série Heisei
Godzilla vs Mechagodzilla 2
(1993) Godzilla vs Destroyah
(1995)
Pour plus de détails, voir Fiche technique et Distribution.
Godzilla vs Space Godzilla (ゴジラＶＳスペースゴジラ, Gojira tai SupēsuGojira) est un film japonais réalisé par Kenshō Yamashita (ja), sorti en 1994.

## Synopsis
Quand Biollante meurt, Mothra emporte son corps dérivant dans l'espace et le laisse tomber sur une autre planète où une cellule alien mange ses restes.
Mais cette cellule trouvera sur Biollante le sang que Godzilla a perdu lors de leur combat. La cellule se transforme alors en Space Godzilla. Il se dirige vers la Terre et détruit Tokyo après avoir attaqué Godzilla sur son île. Godzilla s'allie donc avec Moguera, le nouveau robot des forces armées japonaises, pour vaincre Space Godzilla.

## Fiche technique
- Titre : Godzilla vs Space Godzilla
- Titre original : ゴジラＶＳスペースゴジラ (Gojira tai SupēsuGojira?)
- Réalisateur : Kenshō Yamashita (ja)
- Scénario : Hiroshi Kashiwabara
- Musique : Takayuki Hattori, Isao Shigetoh, Akira Ifukube (Godzilla theme)
- Photographie : Masahiro Kishimoto
- Montage : Miho Yoneda
- Production : Shōgo Tomiyama et Tomoyuki Tanaka
- Société de production : Tōhō
- Pays de production :  Japon
- Langue originale : japonais
- Genre : Action et science-fiction
- Durée : 108 minutes
- Date de sortie :
  - Japon : 10 décembre 1994[1]

## Distribution
- Jun Hashizume : le lieutenant Koji Shinjo
- Megumi Odaka : Miki Saegusa
- Zenkichi Yoneyama : le lieutenant Kiyoshi Sato
- Akira Nakao : le commandant Takaki Aso
- Yōsuke Saitō : Dr. Susumu Okubo
- Kōichi Ueda : le commandant adjoint Hyodo
- Kenji Sahara : le ministre Takayuki Segawa
- Hiroshi Miyasaka : le lieutenant Yuzo Suzuki
- Ronald Hoerr : le professeur Alexander Mammilov
- Ed Sardy : Eric Gould
- Eddie Quinlan : Frank Reynolds
- Tom Duran : McKay
- Hitoshi Kusanagi : le lieutenant Makoto Uehara
- Taro Horiuchi : le lieutenant Masato Wakatsuki
- Senzaburô Makimura : Michiya Kato
- Kenpachirō Satsuma : Godzilla
- Takao Okawara : un aide